# Okręg Białystok Narodowych Sił Zbrojnych
Okręg XIII Białystok NSZ  – jeden z okręgów w strukturze organizacyjnej Narodowych Sił Zbrojnych (NSZ).
Okręg powstał w 1942 roku w wyniku scalenia organizacji konspiracyjnych obozu narodowego: Związku Jaszczurczego oraz Konfederacji Zbrojnej. W roku 1943 w skład okręgu weszła część struktur Okręgu Białystok NOW. W 1944 roku liczył ok. 6 tys. żołnierzy. 
W skład okręgu wchodziło dziesięć komend powiatowych. Były to: KP Augustów-Grajewo, KP Białystok Miasto, KP Białystok Powiat, KP Bielsk Podlaski, KP Grodno, KP Łomża, KP Ostrołęka, KP Ostrów Mazowiecka, KP Sokółka, KP Wysokie Mazowieckie. 
Latem 1944 roku Okręg Białystok NSZ został przedzielony linią frontu. W strefie okupacji niemieckiej pozostała komenda Okręgu z kpt. Wacławem Nestorowiczem "Kaliną", a w strefie okupacji sowieckiej dowodził szef sztabu kpt. Roman Jastrzębski "Ślepowron". Ten drugi przystąpił do tworzenia nowej komendy. W sierpniu 1944 roku, w wyniku rozmów scaleniowych powstała komenda połączonych Okręgów NOW i NSZ. Dowództwo objął dotychczasowy komendant Okręgu Białystok NOW kpt. Mieczysław Grygorcewicz. Po jego aresztowaniu we wrześniu 1944 roku funkcję komendanta przejął kpt. Roman Jastrzębski. W październiku Jastrzębski usiłował podporządkować kierowane przez siebie struktury komendzie Okręgu Białystok Armii Krajowej. Jego działania spotkały się ze stanowczym sprzeciwem podwładnych i nie dały oczekiwanego rezultatu. W tym okresie depesze AK z Białegostoku informowały o napaściach NSZ-owców na żołnierzy i działaczy AK.
W wyniku aresztowań, a także sporów kompetencyjnych powstałych po powrocie kpt. Grygorcewicza "połączona" komenda zaprzestała swojej działalności. Z inicjatywy komendanta Okręgu Białystok AK, sformowano nową komendę NSZ. Na jej czele stanął por. Stanisław Kuchciński "Orłowski". On również bez powodzenia starał się przeprowadzić akcję scaleniową NSZ z AK. Do lipca 1945 roku, kpt. Kuchciński utracił kontrolę nad podległymi sobie strukturami NSZ. W listopadzie 1945 roku podporządkowały się one samorzutnie komendzie Okręgu Białystok Narodowego Zjednoczenia Wojskowego. 

## Komendanci okręgu
- mjr/płk NSZ Stanisław Nakoniecznikoff-Klukowski[5] (wrzesień/październik 1942 – kwiecień 1944)
- kpt./mjr/ppłk Wacław Nestorowicz "Kalina"   (czerwiec 1944 – sierpień 1945)
- kpt. Roman Jastrzębski "Ślepowron" (wrzesień – listopad 1944)
- por./kpt. Stanisław Kuchciński "Orłowski" (grudzień 1944 – lipiec 1945).